# نأسف لهذا الخطأ (فلم)
نأسف لهذا الخطأ هو فيلم دراما مصري من إخراج حسن سيف الدين وبطولة بوسي، فاروق الفيشاوي، سعيد صالح، إلهام شاهين، عماد محرم وحسن حسني.

## نبذه
صادق كاتب بسيط بمكتب المحامى عصام يتدخل كي تعمل ثناء جارته وابنة الحي التي يحبها في صمت منذ طفولتها سكرتيرة بالمكتب، يتعرف عصام على علا، وهى فتاة منحلة ينخدع في أسرتها لإيهامه بأنهم أسرة متدينة رغم أنهم يديرون شقتهم للعب القمار، يصاب عصام في حادث سيارة، تعتني به ثناء وتدخل قلب أمه.

## طاقم العمل
- بوسي بدور سناء
- فاروق الفيشاوي بدور عصام
- سعيد صالح بدور صادق [1]
- إلهام شاهين بدور علا زاهر
- عماد محرم بدور رشيد
- حسن حسني بدور شفيق
- وحيد عزت بدور وكيل النيابة
- المنتصر بالله بدور سطل

فريدة سيف النصر بدور حمدية
- صلاح نظمي بدور فضيل
- مريم فخر الدين بدور أم علا

## وصلات خارجية
- مقالات تستعمل روابط فنية بلا صلة مع ويكي بيانات